# My Dying Bride
My Dying Bride – brytyjski zespół wykonujący doom metal, który powstał w czerwcu 1990 roku w mieście Bradford. W latach 90. XX w. zespół ten należał (wraz z Paradise Lost i Anathemą) do „Wielkiej trójki” wykonawców doommetalowych. Ich muzykę charakteryzują teksty traktujące o religii, miłości i śmierci, długie i rozbudowane utwory oraz dbałość o detale.

## Muzycy
| Obecny skład zespołu - Aaron Stainthorpe – wokal prowadzący (od 1990) - Andrew Craighan – gitara rytmiczna, gitara prowadząca (od 1990) - Calvin Robertshaw – gitara rytmiczna, gitara prowadząca (1990-1999, od 2014) - Lena Abé – gitara basowa (od 2007) - Dan Mullins – perkusja (2007-2012, od 2013) - Shaun Macgowan – instrumenty klawiszowe, skrzypce (od 2009) Muzycy koncertowi - David Grey – perkusja (2010-2013) - Yasmin Ahmed – instrumenty klawiszowe (1998-2002) |  | Byli członkowe zespołu - Hamish Glencross – gitara rytmiczna, gitara prowadząca (2000-2014) - Adrian Jackson – gitara basowa (1991-2007) - Martin Powell – instrumenty klawiszowe, skrzypce (1991-1998) - Sarah Stanton – instrumenty klawiszowe (2003-2008) - Katie Stone – instrumenty klawiszowe, skrzypce (2008-2009) - Bill Law – perkusja (1998) - Rick Miah – perkusja (1990-1997) - Shaun Steels – perkusja (1999-2007) |

## Historia
Początek działalności grupy to fascynacje death metalem, które usłyszeć można na jedynej nagranej przez grupę kasecie demo Towards the Sinister. Na debiutanckim albumie grupy, As the Flower Withers, można usłyszeć skrzypce i klawisze, a w Turn Loose the Swans „czysty” śpiew. Na płycie The Angel and the Dark River grupa odeszła już niemal całkowicie od swoich deathmetalowych korzeni. Swoistą kontynuacją tej płyty był kolejny album, Like Gods of the Sun, na którym zarejestrowano muzykę zupełnie inną od wczesnych dokonań grupy.
Kolejnym krokiem naprzód dla zespołu był ich następny album, 34.788%... Complete. Na płycie pojawiły się sample, przesterowane wokale, co wzbudziło wiele kontrowersji zarówno wśród krytyków, jak i fanów. Sami muzycy tłumaczyli, iż ta płyta jest naturalną kontynuacją ich działalności, kolejnym krokiem w ich rozwoju, a sam album zawiera bardzo typową dla zespołu muzykę. Swoistym powrotem do korzeni, a więc do początkowych lat działalności zespołu, miał być wydany w 1999 r. album The Light at the End of the World.
Następnymi wydawnictwami były dwa kompilacyjne albumy wydane z okazji 10-lecia zespołu. Były to Meisterwerk 1 i Meisterwerk 2. Wybór utworów na te kompilacyjne albumy należał do fanów zespołu, którzy dokonali selekcji piosenek, głosując za pomocą Internetu. W 2001 r. zespół wydał kolejną płytę, The Dreadful Hours, na której, jako dodatek do siedmiu nowych piosenek, ponownie nagrano jeden z utworów z pierwszej płyty zespołu.
Kolejnym wydawnictwem był wydany w roku 2002 pierwszy koncertowy album grupy The Voice of the Wretched. W tym samym roku ukazała się również pierwsza płyta DVD zespołu. W roku 2005 grupa nagrała swój kolejny album – Songs of Darkness, Words of Light. Kolejne wydawnictwa w dyskografii grupy to trzypłytowy box zatytułowany Anti-Diluvian Chronicles oraz druga płyta DVD Sinamorata, na której oprócz nagrań koncertowych znalazły się wideoklipy do utworów z ostatniej płyty zespołu oraz wideoklipy i ilustracje wykonane przez fanów zespołu.

## Dyskografia
Albumy studyjne
| As the Flower Withers                   | - Data: 22 maja 1992 - Wydawca: Peaceville Records                    | –   | –  | –  | –   | –  | –   | –   |
| Turn Loose the Swans                    | - Data: październik 1993 - Wydawca: Peaceville Records                | –   | –  | –  | –   | –  | –   | –   |
| The Angel and the Dark River            | - Data: 22 maja 1995 - Wydawca: Peaceville Records                    | –   | 61 | –  | –   | –  | –   | –   |
| Like Gods of the Sun                    | - Data: 7 października 1996 - Wydawca: Peaceville Records             | 131 | –  | 33 | –   | –  | –   | –   |
| 34.788%... Complete                     | - Data: 6 października 1998 - Wydawca: Peaceville Records             | –   | –  | –  | –   | –  | –   | –   |
| The Light at the End of the World       | - Data: 12 października 1999 - Wydawca: Peaceville Records            | –   | –  | –  | –   | –  | –   | –   |
| The Dreadful Hours                      | - Data: 13 listopada 2001 - Wydawca: Peaceville Records               | –   | –  | –  | –   | –  | –   | –   |
| Songs of Darkness, Words of Light       | - Data: 23 lutego 2004 - Wydawca: Peaceville Records                  | –   | –  | –  | –   | –  | –   | –   |
| A Line of Deathless Kings               | - Data: 9 października 2006 - Wydawca: Peaceville Records             | –   | –  | –  | –   | –  | –   | –   |
| For Lies I Sire                         | - Data: 23 marca 2009 - Wydawca: Peaceville Records                   | –   | –  | 24 | 176 | 36 | –   | –   |
| Evinta                                  | - Data: 30 maja 2011 - Wydawca: Peaceville Records                    | –   | –  | 48 | –   | –  | –   | –   |
| A Map of All Our Failures               | - Data: 15 października 2012 - Wydawca: Peaceville Records            | 200 | 82 | 39 | 181 | –  | 118 | 137 |
| Feel the Misery                         | - Data: 18 września 2015 - Wydawca: Peaceville Records                | 130 | 57 | 33 | 172 | –  | 183 | 60  |
| The Ghost of Orion                      | - Data: 6 marca 2020 - Wydawca: Nuclear Blast                         |     |    |    |     |    |     |     |

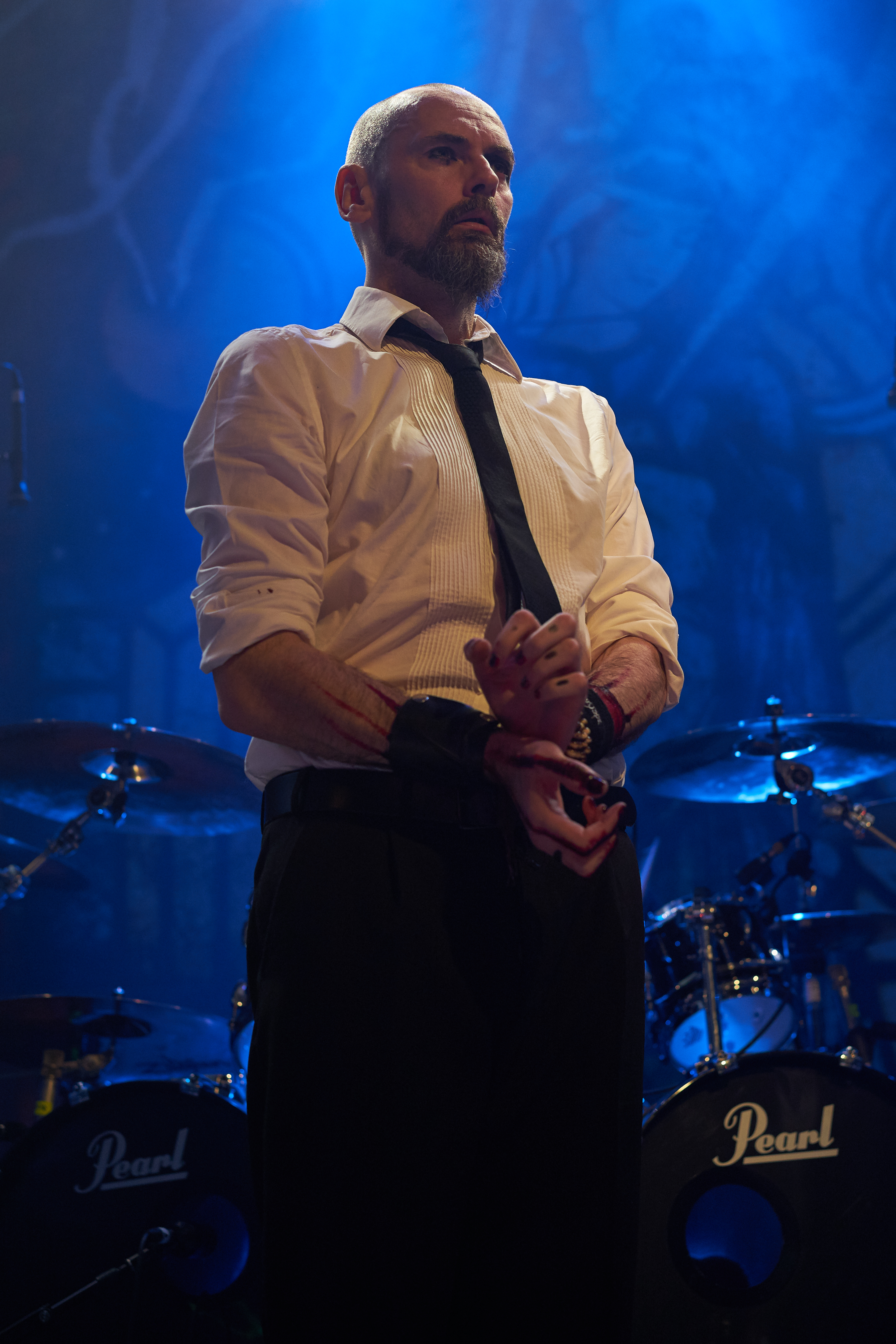
Aaron Stainthorpe, 2015

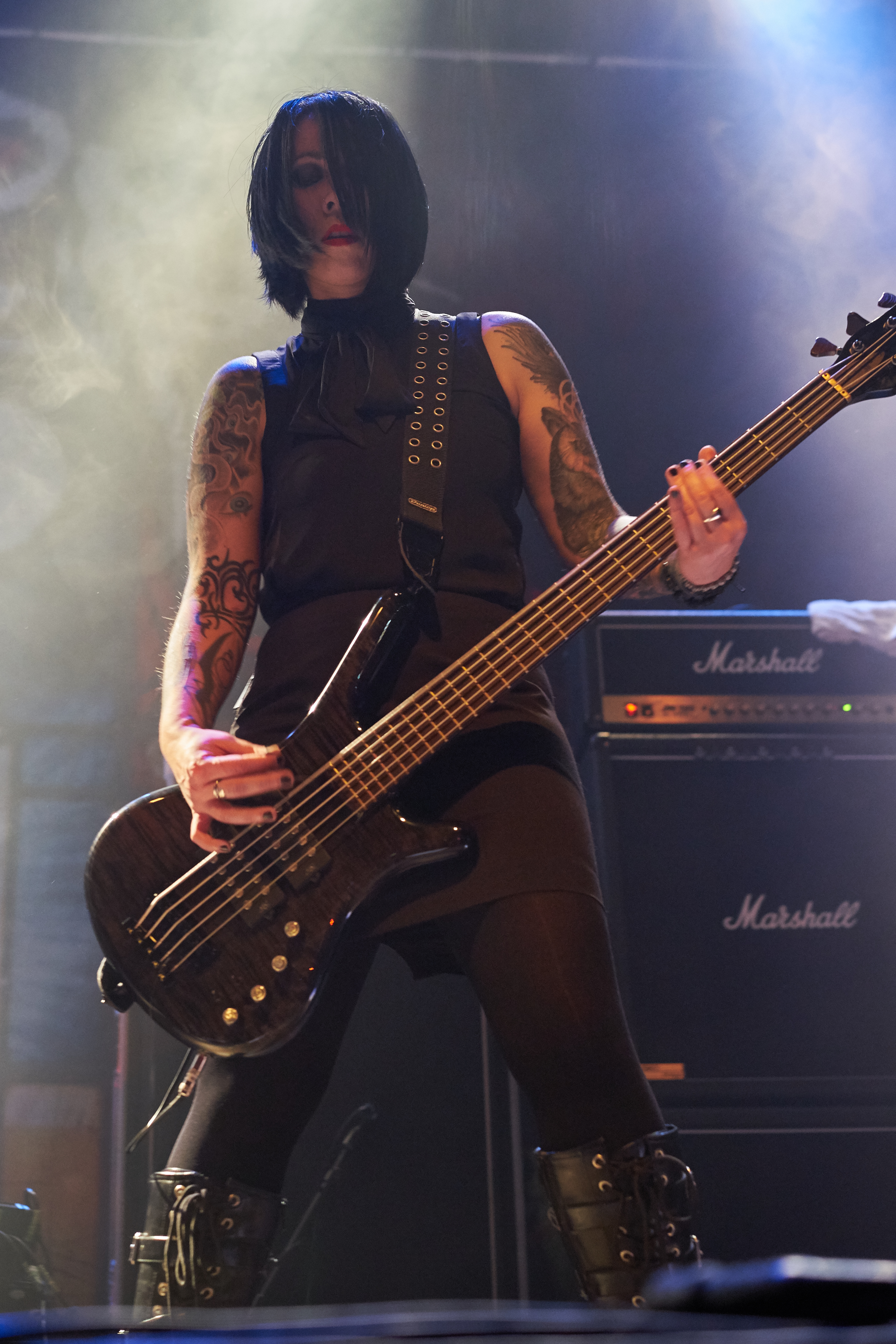
Lena Abé, 2015

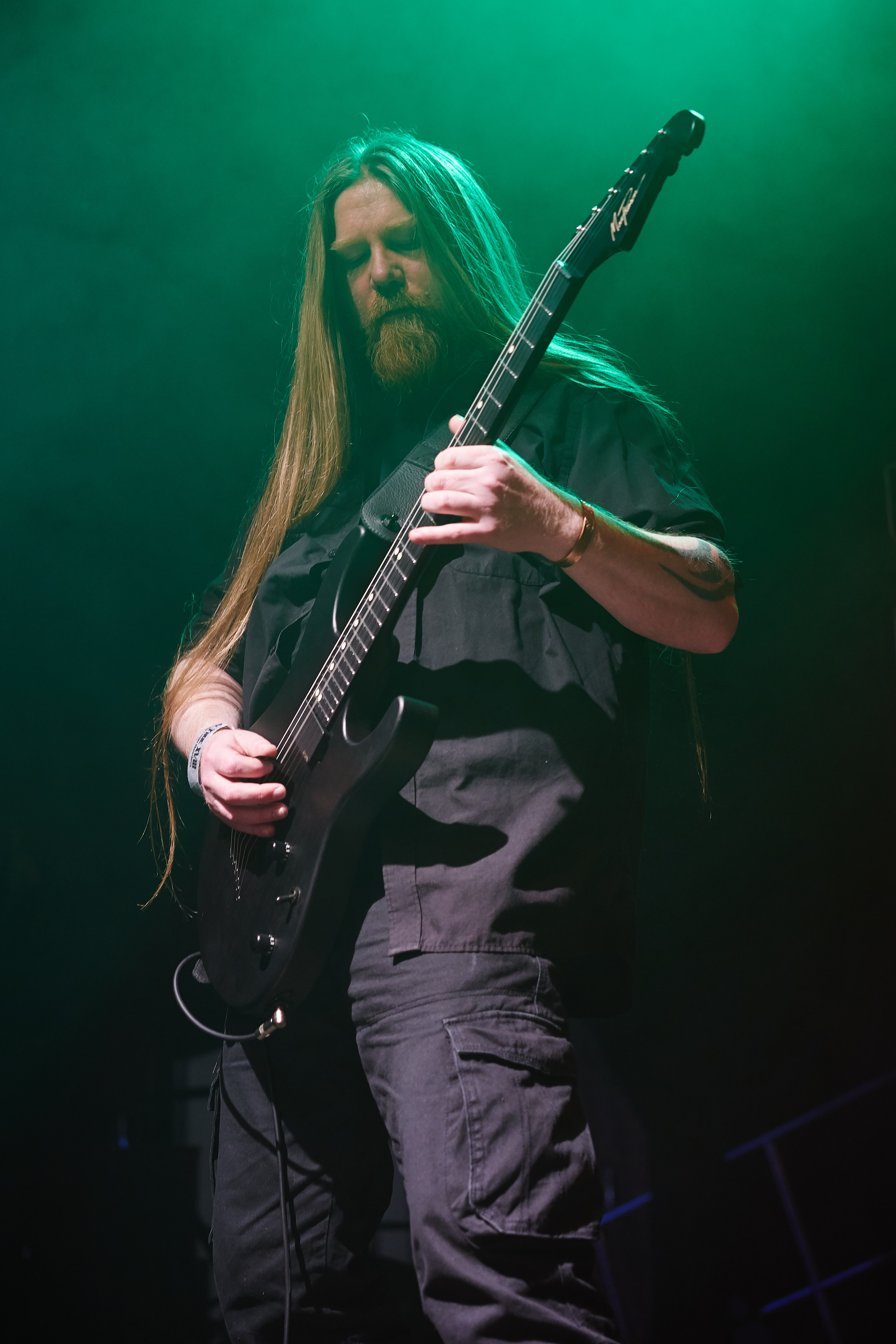
Andrew Craighan, 2015

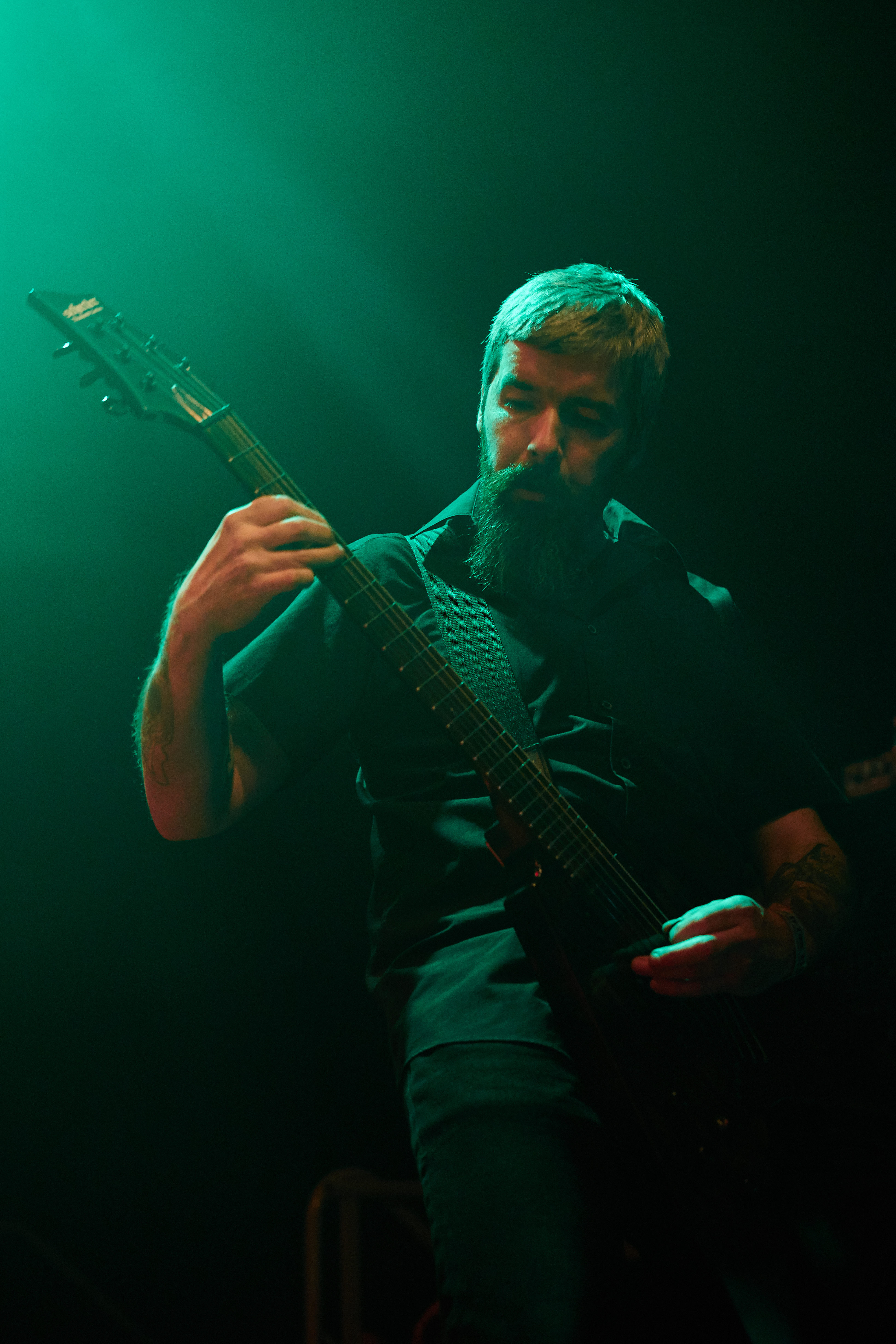
Calvin Robertshaw, 2015

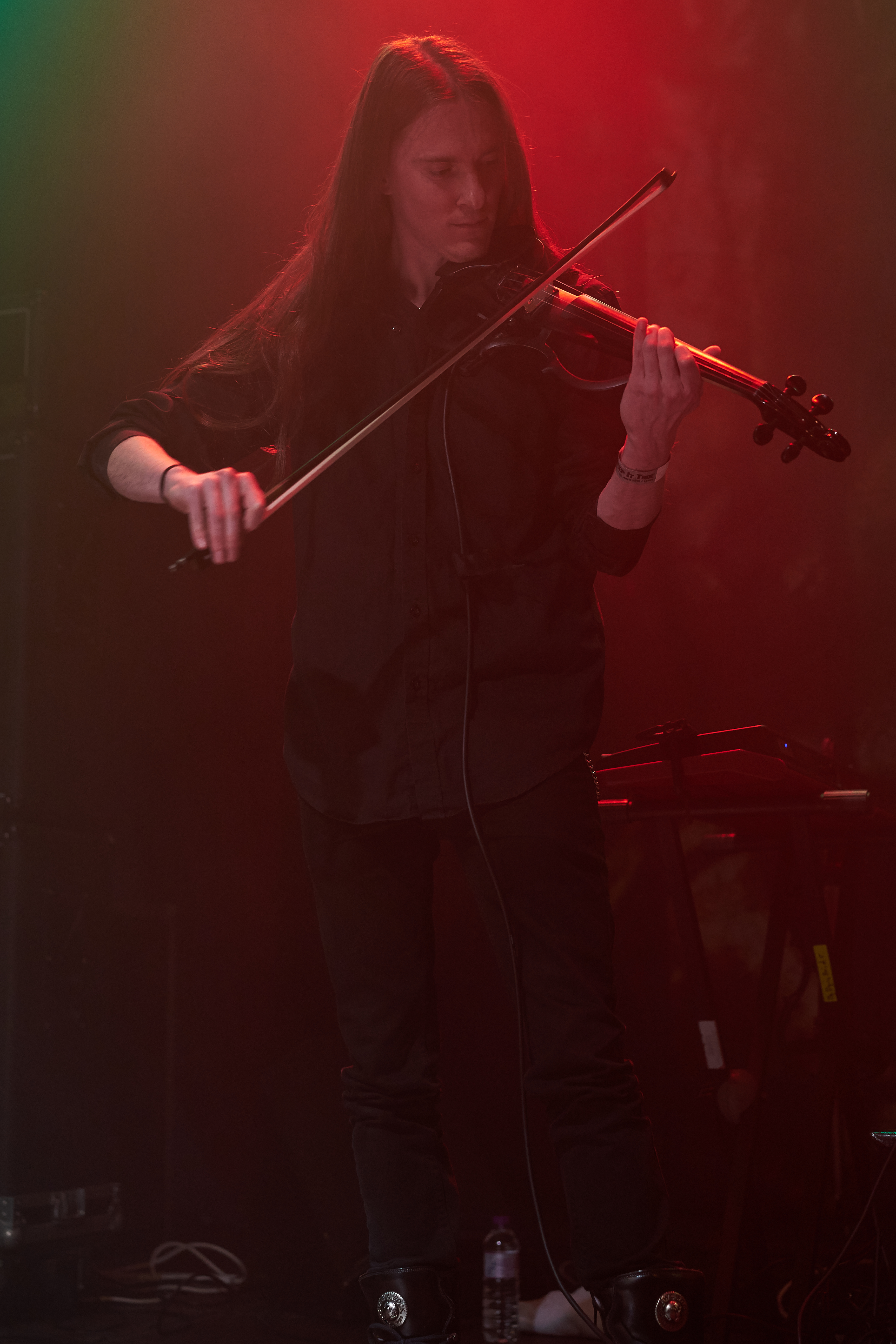
Shaun Macgowan, 2015

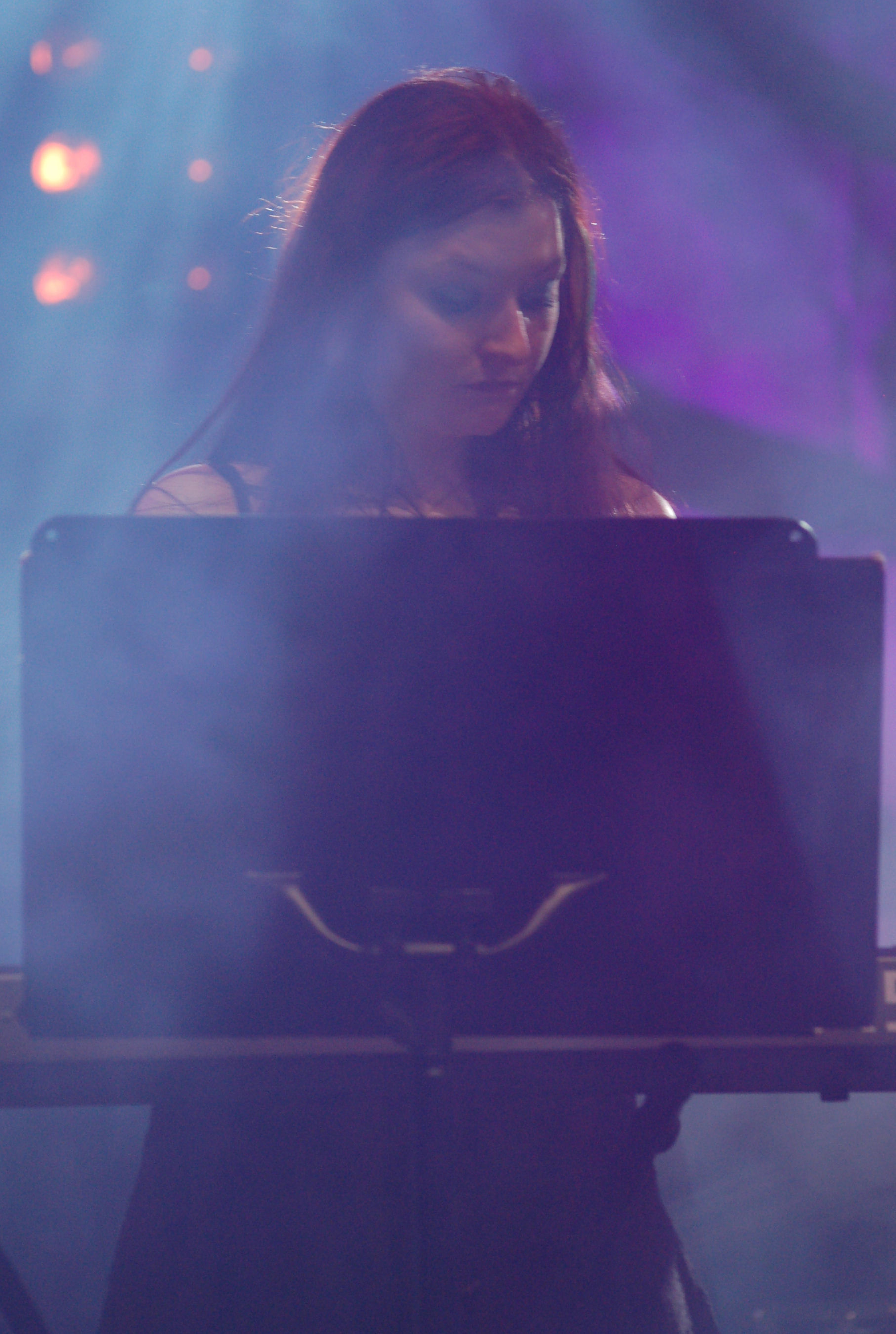
Sarah Stanton, 2007

| A Mortal Binding                        | - Data: 19 kwietnia 2024 - Wydawca: BMG Rights Management / Universal |     |    |    |     |    |     |     |
| „–” oznacza, że album nie był notowany. |                                                                       |     |    |    |     |    |     |     |

Minialbumy
| Symphonaire Infernus et Spera Empyrium  | - Data: marzec 1992 - Wydawca: Peaceville Records      | –   |
| The Thrash of Naked Limbs               | - Data: czerwiec 1992 - Wydawca: Peaceville Records    | –   |
| I Am the Bloody Earth                   | - Data: 24 stycznia 1994 - Wydawca: Peaceville Records | 134 |
| The Barghest O’ Whitby                  | - Data: 7 listopada 2011 - Wydawca: Peaceville Records |     |
| The Manuscript                          | - Data: 13 maja 2013 - Wydawca: Peaceville Records     | –   |
| „–” oznacza, że album nie był notowany. |                                                        |     |

Single
| God Is Alone                             | 1991 | –  |
| Unreleased Bitterness                    | 1993 | –  |
| The Sexuality of Bereavement             | 1994 | –  |
| Deeper Down                              | 2006 | 15 |
| „–” oznacza, że singel nie był notowany. |      |    |

Dema
| Tytuł                | Dane dot. albumu                       |
| -------------------- | -------------------------------------- |
| Towards the Sinister | - Data: 1990 - Wydawca: wydanie własne |

Kompilacje
| Tytuł                    | Dane dot. albumu                                           |
| ------------------------ | ---------------------------------------------------------- |
| The Stories              | - Data: 20 października 1994 - Wydawca: Peaceville Records |
| Trinity                  | - Data: 25 września 1995 - Wydawca: Peaceville Records     |
| Meisterwerk 1            | - Data: 7 listopada 2000 - Wydawca: Peaceville Records     |
| Meisterwerk 2            | - Data: 13 czerwca 2001 - Wydawca: Peaceville Records      |
| Anti-Diluvian Chronicles | - Data: 23 maja 2005 - Wydawca: Peaceville Records         |

Albumy koncertowe
| Tytuł                     | Dane dot. albumu                                       |
| ------------------------- | ------------------------------------------------------ |
| The Voice of the Wretched | - Data: 21 maja 2002 - Wydawca: Peaceville Records     |
| An Ode to Woe             | - Data: 28 kwietnia 2008 - Wydawca: Peaceville Records |

Albumy wideo
| Tytuł            | Dane dot. albumu                                       |
| ---------------- | ------------------------------------------------------ |
| For Darkest Eyes | - Data: 1997 - Wydawca: Peaceville Records             |
| Sinamorata       | - Data: 22 sierpnia 2005 - Wydawca: Peaceville Records |

## Teledyski

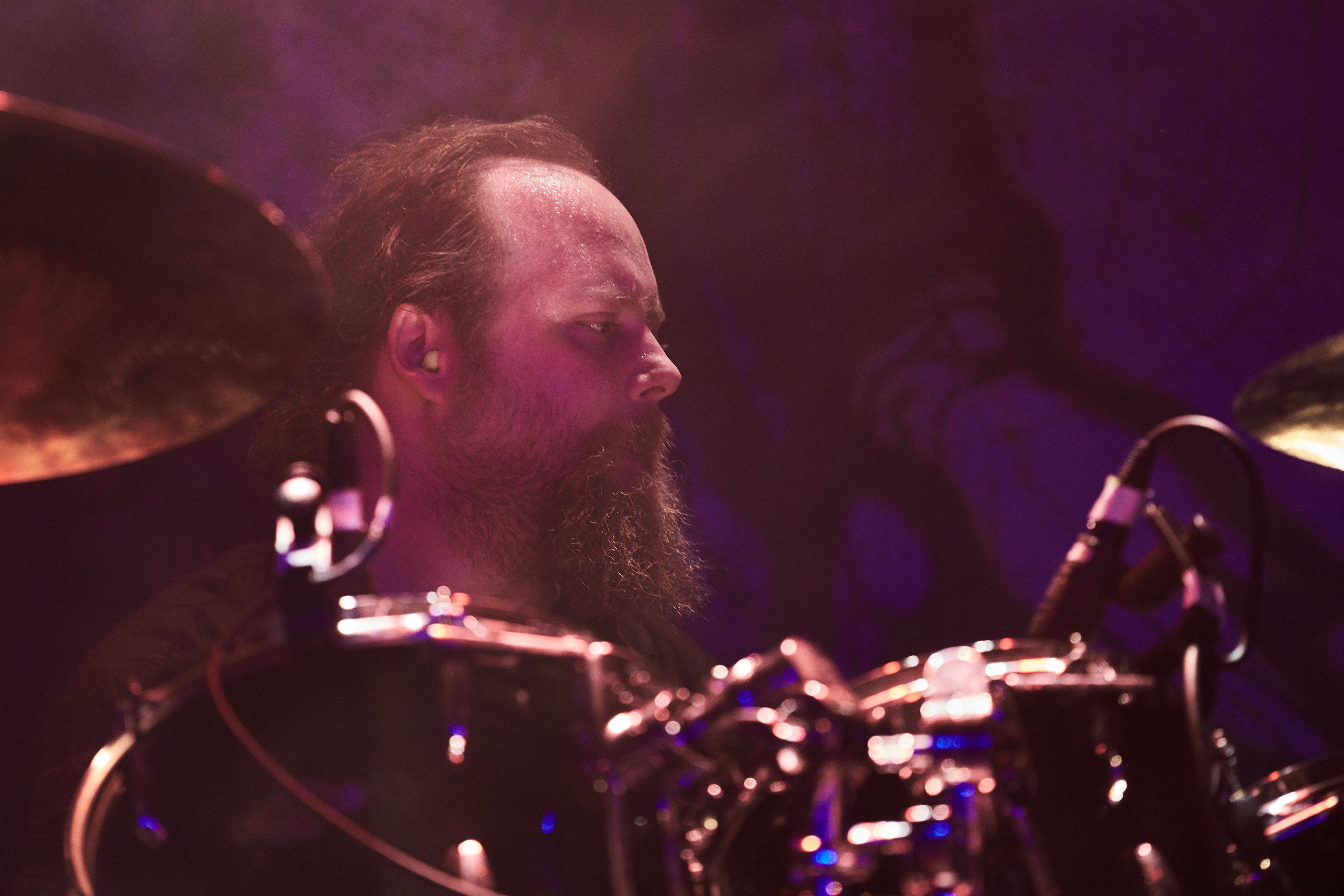
Dan Mullins, 2015

| Tytuł                                    | Rok  | Reżyseria        | Album                                  | Źródło |
| ---------------------------------------- | ---- | ---------------- | -------------------------------------- | ------ |
| „Symphonaire Infernus Et Spera Empyrium” | 1991 | –                | Symphonaire Infernus Et Spera Empyrium | [ 24 ] |
| „The Thrash Of Naked Limbs”              | 1992 | –                | The Thrash Of Naked Limbs              | [ 24 ] |
| „The Songless Bird”                      | 1994 | –                | Turn Loose The Swans                   | [ 24 ] |
| „The Cry Of Mankind”                     | 1995 | –                | The Angel And The Dark River           | [ 24 ] |
| „For You”                                | 1996 | –                | Like Gods Of The Sun                   | [ 24 ] |
| „I Am The Bloody Earth”                  | 1997 | –                | For Darkest Eyes                       | [ 24 ] |
| „The Prize Of Beauty”                    | 2004 | –                | Songs Of Darkness, Words Of Light      | [ 25 ] |
| „My Wine In Silence”                     | 2004 | –                | Songs Of Darkness, Words Of Light      | [ 24 ] |
| „The Blue Lotus”                         | 2004 | David Palzer     | Songs Of Darkness, Words Of Light      | [ 26 ] |
| „My Hope The Destroyer”                  | 2005 | –                | Sinamorata                             | [ 24 ] |
| „Deeper Down”                            | 2006 | Charlie Granberg | Deeper Down                            | [ 27 ] |
| „I Cannot Be Loved”                      | 2006 | –                | A Line Of Deathless Kings              | [ 24 ] |
| „Bring Me Victory”                       | 2009 | Charlie Granberg | Bring Me Victory                       | [ 28 ] |
| „The Poorest Waltz”                      | 2012 | Ingram Blakelock | A Map Of All Our Failures              | [ 29 ] |
| „Feel The Misery”                        | 2015 | James Sharrock   | Feel The Misery                        | [ 30 ] |